# Pave Leo 11.
Pave Leo 11. (født 2. juni 1535, død 27. april 1605), født Alessandro Ottaviano de' Medici var pave fra 1. april 1605, hvor han blev valgt, frem til sin død senere på måneden og nåede således ikke engang at være pave én måned.